# Thomas Robert Weihrauch
Thomas Robert Weihrauch (* 23. November 1942 in München; † 17. Oktober 2022 in Köln) war ein deutscher Internist mit Spezialisierung auf Gastroenterologie, internistische Therapie und Arzneimittelforschung.

## Leben
Thomas Robert Weihrauch wuchs als Sohn von Hans Robert Weihrauch, Generaldirektor des Bayerischen Nationalmuseums, in München auf. Er studierte von 1963 bis 1969 Medizin an der Universität Freiburg und an der Universität München. 1969 schloss er sein Studium mit dem medizinischen Staatsexamen sowie dem US-amerikanischen Staatsexamen ECFMG ab. 1970 erfolgte die Approbation als Arzt, und Weihrauch wurde zum Dr. med. promoviert. Anschließend machte Weihrauch seine Klinikausbildung in Kiel und war danach an verschiedenen Universitätskliniken tätig, 1970 bis 1971 war er in Phoenix (USA). Von 1971 bis 1981 arbeitete Weihrauch an der medizinischen Klinik und Poliklinik der Universität Mainz, wo er 1979 in Innerer Medizin habilitiert wurde. Von 1976 bis 1981 war er Mitglied der ständigen Arzneimittelkommission des Klinikums.
1981 wurde er zum Professor auf Lebenszeit für Innere Medizin mit Schwerpunkt Gastroenterologie am Klinikum Steglitz der Freien Universität Berlin ernannt. 1989 erfolgte die Umhabilitation und Ernennung zum außerplanmäßigen Professor an der Universität Düsseldorf, außerdem die Bestellung zum Prüfer für den 3. Abschnitt des medizinischen Staatsexamens für das Fach Klinische Pharmakologie.
1982 trat er als Leiter der Hauptabteilung Klinische Pathophysiologie und Klinische Forschung in die Pharmaforschung der Bayer AG ein. Von 1985 bis 1995 war er Leiter des Fachbereichs Medizin und Entwicklung. Ab 1995 leitete er den Bereich Medizin International, außerdem war er Mitglied der Geschäftsleitung des Sektors Gesundheit für Selbstmedikation (1984–1987) und Pharma (1991–1993).
2002 ging Weihrauch in Pension und war seit 2003 Consultant in der medizinischen Forschung. Ab 2016 war er Honorararzt am Gesundheitsamt Düsseldorf in der Flüchtlingssprechstunde und drogentherapeutischen Ambulanz. Er verfasste zahlreiche wissenschaftliche Publikationen und Buchbeiträge.
Er war mit der Staatsrätin a. D. Birgit Weihrauch verheiratet. Das Paar hatte zwei Kinder.
Erika Fuchs, die mit der Familie Weihrauch befreundet war, nannte den Direktor des Entenhausener Museums in ihrer Übersetzung der Geschichte „Donald Duck und der Goldene Helm“ von Carl Barks, die 1954 als 18. Sonderheft der Micky Maus erschien, Thomas Weihrauch.
Weihrauch starb 2022 im Alter von 79 Jahren. Seine Grabstätte befindet sich auf dem Kölner Melaten-Friedhof.

## Mitgliedschaften
Neben seiner praktischen und wissenschaftlichen Tätigkeit war Weihrauch aktiv in mehreren Funktionen in zahlreichen wissenschaftlichen und forschungspolitischen Gremien:
- Sprecher der Korporativen Mitglieder der Deutschen Gesellschaft für Innere Medizin (DGIM)
- Mitglied und Past-Chairman des Vorstandes der Paul-Martini-Stiftung (PMS)
- Chairman Research & Development Boards Centre for Medicines Research (CMR) International
- Past Faculty Board Member und Mitglied des Education Committees der Faculty of Pharmaceutical Medicine of the Royal College of Physicians London (UK)
- Co-Chairman CIOMS-WHO Pharmacogenetics Working Group 2001
- Mitglied EU-Kommission Expertengruppe „Ethics and Genetic Testing“
- Mitglied des Chemotherapy Review Committee der Weltgesundheitsorganisation (WHO)
- Fellow der Royal Society of Medicine (UK)

## Ehrungen und Auszeichnungen
- 1970: Preisverleihung für die Promotionsarbeit durch die Technische Universität München
- 1978: Verleihung des Boehringer-Ingelheim-Preises für die Habilitationsarbeit durch den Fachbereich Medizin der Universität Mainz[2]
- 1995: Fellow (by distinction) of the Faculty of Pharmaceutical Medicine, Royal Colleges of Physicians, London
- 2006: Ehrenmitglied der Medizinisch-Naturwissenschaftlichen Gesellschaft, Wuppertal
- 2007: Ehrenmitglied der Deutschen Gesellschaft für Innere Medizin (DGIM)[6]

## Publikationen (Auswahl)
- als Hrsg. mit Hans-Peter Wolff: Internistische Therapie 1. bis 22. Auflage. Verlag Urban & Fischer, München 1975–2019, ISBN 978-3-437-41654-5.
- mit WHO – CIOMS Group: Pharmacogenetics and Pharmacoeconomics Genf 2006. (Japanische Ausgabe 2005)
- mit Thomas C. Gauler: Placebo – ein wirksames und ungefährliches Medikament? Urban & Fischer in Elsevier, München/ Wien/ Baltimore 1997, ISBN 3-541-16331-3.
- mit anderen: Manual of International Drug Development 1991; 2. Auflage 1994.
- Esophageal Manometry: Methods and Clinical Practice Verlag Urban & Schwarzenberg, Baltimore/ München 1981, ISBN 0-8067-2151-0.